# 2002年冬季残疾人奥林匹克运动会瑞士代表团
2002年冬季残疾人奥林匹克运动会瑞士代表团是瑞士派出的2002年冬季残疾人奥林匹克运动会代表团。获得6枚金牌、4枚银牌和2枚铜牌。